# Kougsta
Kougsta (jamska: Kästa) är en by i Alsens distrikt (Alsens socken) i Krokoms kommun, Jämtlands län (Jämtland). Byn är belägen i västra delen av socknen och bildar tillsammans med Kluk, Östbacken, Västbacken och Nordbyn den så kallade Västbygden.

## Historia
Alsens socken har en lång historia. Kougsta tillhör dock de nyare byarna i socknen och omnämns första gången år 1513. I de äldsta handlingarna benämns byn på olika sätt: Kåustad, Kockstad, Kougstad, Koxstad och Kaugstadh. Under 1560-talet rådde stor oro i dessa trakter och liksom från många andra delar av Jämtland flydde många till Norge. År 1645 blev Kougsta och övriga Alsen svenskt.

## Näringsliv
Kougsta präglas av jordbruket. Genom byn går väg 671 mellan Bleckåsen och Kaxås samt vägen mot Getan och Sulviken i Kalls socken.

## Kända personer med anknytning till Kougsta
- Rolf Lilja, kommunpolitiker
- Sigfrid Jonsson, riksdagsledamot